# Laons
Laons is een gemeente in het Franse departement Eure-et-Loir (regio Centre-Val de Loire) en telt 660 inwoners (1999). De plaats maakt deel uit van het arrondissement Dreux.

## Geografie
De oppervlakte van Laons bedraagt 15,8 km², de bevolkingsdichtheid is 41,8 inwoners per km².

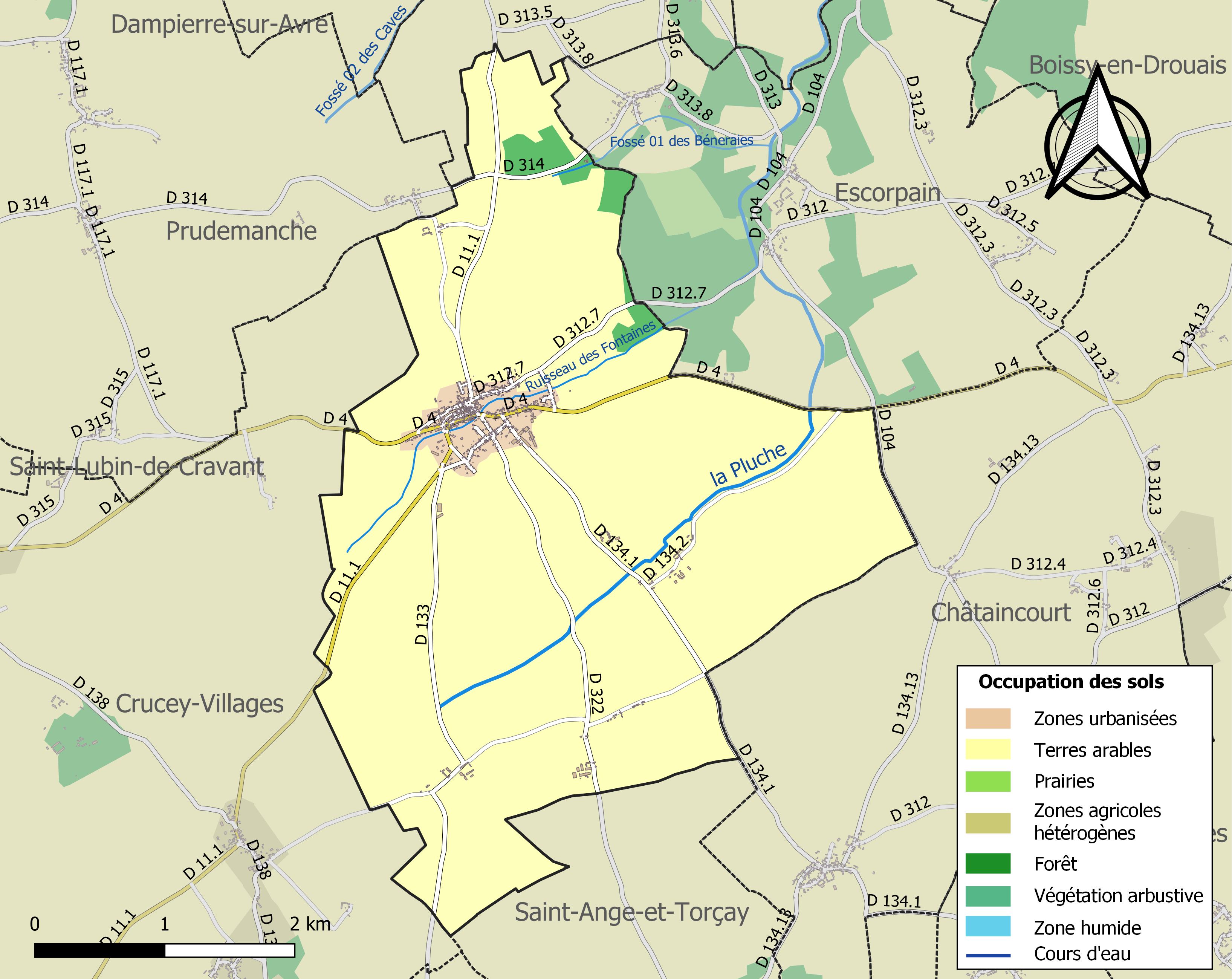
Kaart van de gemeente met de belangrijkste infrastructuur, bodemgebruik en omliggende gemeenten

## Demografie
Onderstaande figuur toont het verloop van het inwonertal (bron: INSEE-tellingen).